# Liste der Monuments historiques in Giriviller
Die Liste der Monuments historiques in Giriviller führt die Monuments historiques in der französischen Gemeinde Giriviller auf.

## Liste der Objekte
| Bezeichnung               | Beschreibung                                        | Standort                                 | Kennzeichnung | Schutzstatus | Datum | Bild |
| ------------------------- | --------------------------------------------------- | ---------------------------------------- | ------------- | ------------ | ----- | ---- |
| Kruzifix                  | Holz, farbig gefasst und vergoldet, 18. Jahrhundert | in der Kirche St-Pierre-aux-Liens (Lage) | PM54001557    | Inscrit      | 1981  |      |
| Skulptur Petrus           | Eichenholz, Mitte des 18. Jahrhunderts              | in der Kirche St-Pierre-aux-Liens (Lage) | PM54000277    | Classé       | 1982  |      |
| Taufbecken                | Holz, 17. Jahrhundert                               | in der Kirche St-Pierre-aux-Liens (Lage) | PM54000278    | Classé       | 1980  |      |
| Skulptur Madonna mit Kind | Holz, 18. Jahrhundert                               | in der Kirche St-Pierre-aux-Liens (Lage) | PM54001558    | Inscrit      | 1981  |      |
| Zwei Leuchter             | Bronze, 18. Jahrhundert                             | in der Kirche St-Pierre-aux-Liens (Lage) | PM54001559    | Inscrit      | 1982  |      |